# Columnea citriflora
Columnea citriflora là một loài thực vật có hoa trong họ Tai voi. Loài này được L.E.Skog mô tả khoa học đầu tiên năm 2003.